# Хассанейн, Ахмед Мухаммед
Ахмед Мухаммед Хассанейн-паша (араб. د  حسنين باشا‎;
31 октября 1889, Булак, Каир — 19 февраля 1946, Каир) — египетский политик, дипломат, писатель
, путешественник, исследователь Африки. Спортсмен.

## Биография
Родился в аристократической семье. Сын профессора Университета аль-Азхар, внук последнего адмирала египетского флота Ахмеда-паши Мажара Хассанейна. Образование получил в Каире, затем до 1914 года изучал право в Баллиол-колледже в Оксфорде.
С 1920 года работал сотрудником Министерства внутренних дел, в 1924 году делегирован на переговоры с Италией по уточнению западной границы. Затем, в 1924 году назначен секретарём короля Ахмеда Фуада I, ему было поручено сопровождать наследного принца Фарука в его поездке для учёбы в Лондоне в октябре 1935 года. Позже, в 1940 году — глава дивана и камергер Фарука I.

## Путешественник

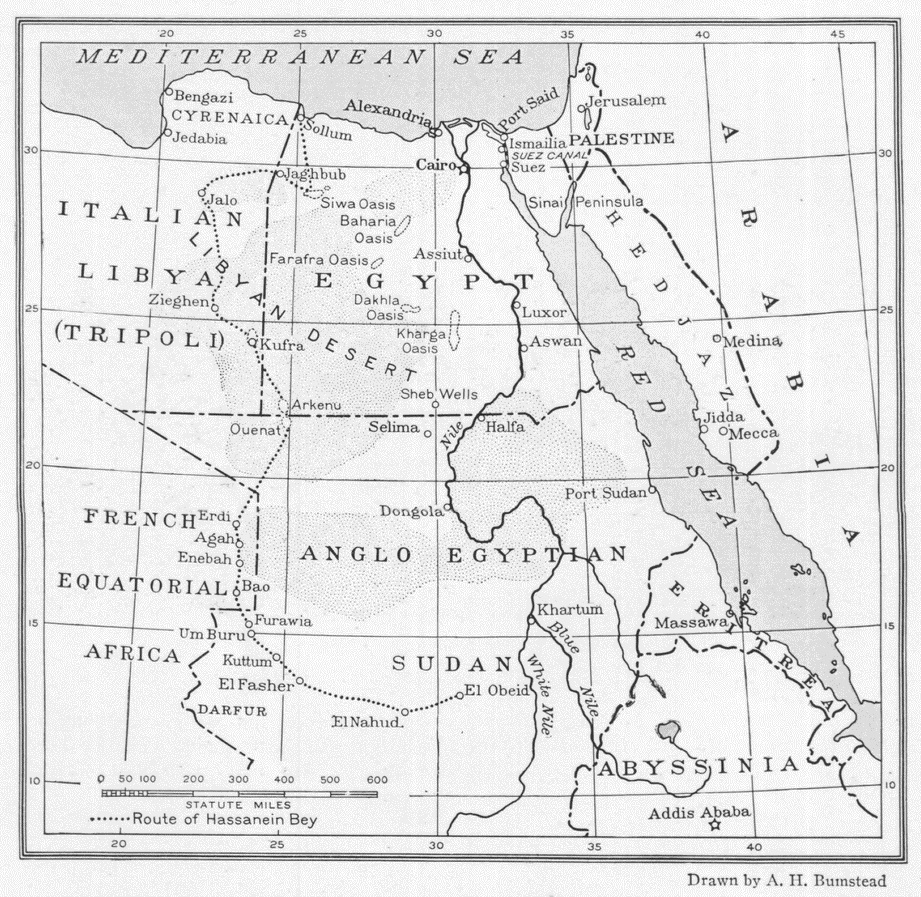
Карта экспедиции Хассанейна, составленная по его точными измерениями в знаменитой иллюстрированной статье 1924 года

В 1920 году принял участие в качестве исследователя в экспедиции англичанки Розиты Форбс в Ливийскую пустыню. Караван путешественников прошёл от Бенгази на юг около 1 тыс. км и вступил в таинственный центр, оказавшийся группой из шести оазисов. К побережью Средиземного моря экспедиция вернулась новым путем — через пески Каланшо и оазис Джагбуб, пройдя со съемкой по неизученной местности более 600 км.
В декабре 1922 года Хассанейн начал новую научную экспедицию. Во время путешествия записывал ориентиры и проводил измерения расстояний, фотографировал, писал дневник и общался с местными жителями, чтобы узнать больше об их традициях, местах и природных явлениях. Кульминацией его экспедиции стало обнаружение неизвестных источников воды, которые открыли новые пути из Сахары до Суданской Африки.
В 1923 году совершил уже самостоятельное путешествие в оазис Куфра в Ливии, пересёк регион, защищаемый сануситами. Дальнейший путь к югу через безводные пески пустыни оказался очень тяжелым, на протяжении более 400 км встретился всего лишь один колодец. В начале июня, пройдя более 2 тыс. км и выполнив меридиональное пересечение Ливийской пустыни, Хассанейн добрался до первого селения в Дарфуре, близ 16° с. ш. Оттуда он повернул к юго-востоку, вышел на караванную дорогу и по ней достиг Нила. Съемка, выполненная Хассанейном, явилась важным дополнением к материалам, которые позволили ликвидировать одно из последних значительных «белых пятен» на карте Африканского континента.
Автор книг и мемуаров о своих путешествиях.
Удостоен звания и титула Бей. Член Королевского географического общества. В 1924 году был награждён золотой медалью Королевского географического общества.
Спортсмен рапирист и шпажист. Участник Летних Олимпийских игр 1920 и летних Олимпийских игр 1924 года по фехтованию.
Погиб в результате дорожно-транспортного происшествия. Похоронен на кладбище, спроектированном его зятем архитектором Хасаном Фатхи.